# ولایت سووا

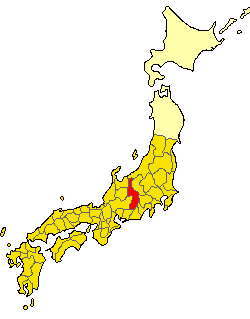
نقشه ژاپن در سال (سال ۱۷۲۱). این ولایت با رنگ تیره مشخص شده است.

ولایت سووا (به ژاپنی: 諏方国 Suwa no kuni) یکی از ولایت‌ها در تقسیم‌بندی کشوری قدیم ژاپن بود.

## نگارخانه

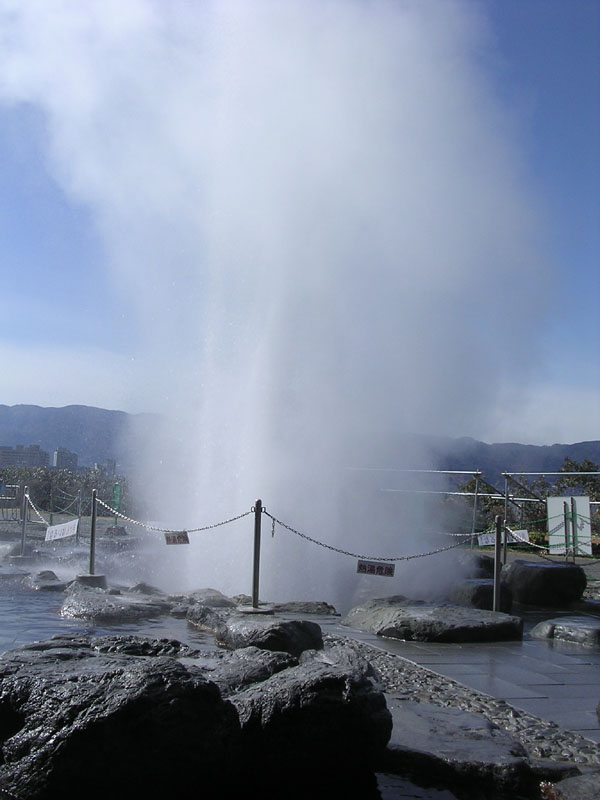